# Arisaema lichiangense
Arisaema lichiangense är en kallaväxtart som beskrevs av William Wright Smith. Arisaema lichiangense ingår i släktet Arisaema och familjen kallaväxter. Inga underarter finns listade.